# 1386.
◄ | 13. stoljeće | 14. stoljeće | 15. stoljeće | ►
◄ | 1350-ih | 1360-ih | 1370-ih | 1380-ih | 1390-ih | 1400-ih | 1410-ih | ►
◄◄ | ◄ | 1383. | 1384. | 1385. | 1386. | 1387. | 1388. | 1389. | ► | ►►
Arhitektura • Astronomija • Glazba • Knjige • Književnost • Kršćanstvo • Medicina • Pravo • Promet • Slikarstvo • Znanost

## Rođenja
- Donatello, talijanski kipar († 1466.)

## Vanjske poveznice
|  | Zajednički poslužitelj ima još gradiva o temi 1386. |